# 2018-as Formula–1 kanadai nagydíj
A kanadai nagydíj volt a 2018-as Formula–1 világbajnokság hetedik futama, amelyet 2018. június 8. és június 10. között rendeztek meg a Circuit Gilles Villeneuve versenypályán, Montréalban.

## Választható keverékek
| Abroncs            | Friss | Használt |
| ------------------ | ----- | -------- |
| Szuperlágy keverék |       |          |
| Ultralágy keverék  |       |          |
| Hiperlágy keverék  |       |          |
| Átmeneti esőgumi   |       |          |
| Teljes esőgumi     |       |          |

## Szabadedzések

### Első szabadedzés
A kanadai nagydíj első szabadedzését június 8-án, pénteken délelőtt tartották.
| helyezés | versenyző         | csapat/motor         | elért idő  | különbség | futott kör |
| -------- | ----------------- | -------------------- | ---------- | --------- | ---------- |
| 1        | Max Verstappen    | Red Bull-TAG Heuer   | 1:13,302   | −         | 26         |
| 2        | Lewis Hamilton    | Mercedes             | 1:13,390   | +0,088    | 29         |
| 3        | Daniel Ricciardo  | Red Bull-TAG Heuer   | 1:13,518   | +0,216    | 24         |
| 4        | Sebastian Vettel  | Ferrari              | 1:13,574   | +0,272    | 19         |
| 5        | Valtteri Bottas   | Mercedes             | 1:13,617   | +0,315    | 31         |
| 6        | Kimi Räikkönen    | Ferrari              | 1:13,727   | +0,425    | 28         |
| 7        | Fernando Alonso   | McLaren-Renault      | 1:13,900   | +0,598    | 27         |
| 8        | Carlos Sainz Jr.  | Renault              | 1:14,116   | +0,814    | 24         |
| 9        | Stoffel Vandoorne | McLaren-Renault      | 1:14,311   | +1,009    | 19         |
| 10       | Pierre Gasly      | Toro Rosso-Honda     | 1:15,004   | +1,702    | 31         |
| 11       | Esteban Ocon      | Force India-Mercedes | 1:15,071   | +1,769    | 29         |
| 12       | Romain Grosjean   | Haas-Ferrari         | 1:15,119   | +1,817    | 21         |
| 13       | Marcus Ericsson   | Sauber-Ferrari       | 1:15,386   | +2,084    | 30         |
| 14       | Charles Leclerc   | Sauber-Ferrari       | 1:15,439   | +2,137    | 30         |
| 15       | Kevin Magnussen   | Haas-Ferrari         | 1:15,579   | +2,277    | 21         |
| 16       | Brendon Hartley   | Toro Rosso-Honda     | 1:15,756   | +2,454    | 38         |
| 17       | Szergej Szirotkin | Williams-Mercedes    | 1:15,768   | +2,466    | 30         |
| 18       | Lance Stroll      | Williams-Mercedes    | 1:16,259   | +2,957    | 16         |
| 19       | Nicholas Latifi   | Force India-Mercedes | 1:17,145   | +3,843    | 28         |
| 20       | Nico Hülkenberg   | Renault              | idő nélkül | –         | 3          |

### Második szabadedzés
A kanadai nagydíj második szabadedzését június 8-án, pénteken délután tartották.
| helyezés | versenyző         | csapat/motor         | elért idő | különbség | futott kör |
| -------- | ----------------- | -------------------- | --------- | --------- | ---------- |
| 1        | Max Verstappen    | Red Bull-TAG Heuer   | 1:12,198  | −         | 39         |
| 2        | Kimi Räikkönen    | Ferrari              | 1:12,328  | +0,130    | 42         |
| 3        | Daniel Ricciardo  | Red Bull-TAG Heuer   | 1:12,603  | +0,405    | 17         |
| 4        | Lewis Hamilton    | Mercedes             | 1:12,777  | +0,579    | 39         |
| 5        | Sebastian Vettel  | Ferrari              | 1:12,985  | +0,787    | 24         |
| 6        | Valtteri Bottas   | Mercedes             | 1:13,061  | +0,863    | 40         |
| 7        | Romain Grosjean   | Haas-Ferrari         | 1:13,620  | +1,422    | 34         |
| 8        | Esteban Ocon      | Force India-Mercedes | 1:13,747  | +1,549    | 40         |
| 9        | Sergio Pérez      | Force India-Mercedes | 1:13,754  | +1,556    | 40         |
| 10       | Fernando Alonso   | McLaren-Renault      | 1:13,866  | +1,668    | 30         |
| 11       | Charles Leclerc   | Sauber-Ferrari       | 1:13,884  | +1,686    | 39         |
| 12       | Brendon Hartley   | Toro Rosso-Honda     | 1:13,889  | +1,691    | 42         |
| 13       | Kevin Magnussen   | Haas-Ferrari         | 1:13,956  | +1,758    | 39         |
| 14       | Nico Hülkenberg   | Renault              | 1:13,967  | +1,769    | 37         |
| 15       | Marcus Ericsson   | Sauber-Ferrari       | 1:14,108  | +1,910    | 41         |
| 16       | Stoffel Vandoorne | McLaren-Renault      | 1:14,167  | +1,969    | 14         |
| 17       | Carlos Sainz Jr.  | Renault              | 1:14,433  | +2,235    | 9          |
| 18       | Pierre Gasly      | Toro Rosso-Honda     | 1:14,486  | +2,288    | 39         |
| 19       | Lance Stroll      | Williams-Mercedes    | 1:14,703  | +2,505    | 40         |
| 20       | Szergej Szirotkin | Williams-Mercedes    | 1:14,782  | +2,584    | 35         |

### Harmadik szabadedzés
A kanadai nagydíj harmadik szabadedzését június 9-én, szombaton délelőtt tartották.
| helyezés | versenyző         | csapat/motor         | elért idő | különbség | futott kör |
| -------- | ----------------- | -------------------- | --------- | --------- | ---------- |
| 1        | Max Verstappen    | Red Bull-TAG Heuer   | 1:11,599  | −         | 14         |
| 2        | Sebastian Vettel  | Ferrari              | 1:11,648  | +0,049    | 22         |
| 3        | Kimi Räikkönen    | Ferrari              | 1:11,650  | +0,051    | 21         |
| 4        | Lewis Hamilton    | Mercedes             | 1:11,706  | +0,107    | 23         |
| 5        | Daniel Ricciardo  | Red Bull-TAG Heuer   | 1:12,153  | +0,554    | 29         |
| 6        | Valtteri Bottas   | Mercedes             | 1:12,255  | +0,656    | 27         |
| 7        | Sergio Pérez      | Force India-Mercedes | 1:12,903  | +1,304    | 16         |
| 8        | Nico Hülkenberg   | Renault              | 1:12,946  | +1,347    | 21         |
| 9        | Romain Grosjean   | Haas-Ferrari         | 1:13,014  | +1,415    | 16         |
| 10       | Stoffel Vandoorne | McLaren-Renault      | 1:13,034  | +1,435    | 21         |
| 11       | Esteban Ocon      | Force India-Mercedes | 1:13,064  | +1,465    | 18         |
| 12       | Brendon Hartley   | Toro Rosso-Honda     | 1:13,076  | +1,477    | 24         |
| 13       | Fernando Alonso   | McLaren-Renault      | 1:13,225  | +1,626    | 19         |
| 14       | Carlos Sainz Jr.  | Renault              | 1:13,331  | +1,732    | 22         |
| 15       | Pierre Gasly      | Toro Rosso-Honda     | 1:13,334  | +1,735    | 19         |
| 16       | Charles Leclerc   | Sauber-Ferrari       | 1:13,452  | +1,853    | 19         |
| 17       | Kevin Magnussen   | Haas-Ferrari         | 1:13,488  | +1,889    | 21         |
| 18       | Szergej Szirotkin | Williams-Mercedes    | 1:13,818  | +2,219    | 18         |
| 19       | Marcus Ericsson   | Sauber-Ferrari       | 1:13,925  | +2,326    | 20         |
| 20       | Lance Stroll      | Williams-Mercedes    | 1:13,968  | +2,369    | 17         |

## Időmérő edzés
A kanadai nagydíj időmérő edzését június 9-én, szombaton futották.
| helyezés              | rajtszám | versenyző         | csapat/motor         | 1. rész    | 2. rész  | 3. rész  | rajthely | futott kör |
| --------------------- | -------- | ----------------- | -------------------- | ---------- | -------- | -------- | -------- | ---------- |
| 1                     | 5        | Sebastian Vettel  | Ferrari              | 1:11,710   | 1:11,524 | 1:10,764 | 1        | 18         |
| 2                     | 77       | Valtteri Bottas   | Mercedes             | 1:11,950   | 1:11,514 | 1:10,857 | 2        | 20         |
| 3                     | 33       | Max Verstappen    | Red Bull-TAG Heuer   | 1:12,008   | 1:11,472 | 1:10,937 | 3        | 16         |
| 4                     | 44       | Lewis Hamilton    | Mercedes             | 1:11,835   | 1:11,740 | 1:10,996 | 4        | 21         |
| 5                     | 7        | Kimi Räikkönen    | Ferrari              | 1:11,725   | 1:11,620 | 1:11,095 | 5        | 20         |
| 6                     | 3        | Daniel Ricciardo  | Red Bull-TAG Heuer   | 1:12,459   | 1:11,434 | 1:11,116 | 6        | 18         |
| 7                     | 27       | Nico Hülkenberg   | Renault              | 1:12,795   | 1:11,916 | 1:11,973 | 7        | 15         |
| 8                     | 31       | Esteban Ocon      | Force India-Mercedes | 1:12,577   | 1:12,141 | 1:12,084 | 8        | 14         |
| 9                     | 55       | Carlos Sainz Jr.  | Renault              | 1:12,689   | 1:12,097 | 1:12,168 | 9        | 15         |
| 10                    | 11       | Sergio Pérez      | Force India-Mercedes | 1:12,702   | 1:12,395 | 1:12,671 | 10       | 13         |
| 11                    | 20       | Kevin Magnussen   | Haas-Ferrari         | 1:12,680   | 1:12,606 |          | 11       | 22         |
| 12                    | 28       | Brendon Hartley   | Toro Rosso-Honda     | 1:12,587   | 1:12,635 |          | 12       | 17         |
| 13                    | 16       | Charles Leclerc   | Sauber-Ferrari       | 1:12,945   | 1:12,661 |          | 13       | 22         |
| 14                    | 14       | Fernando Alonso   | McLaren-Renault      | 1:12,979   | 1:12,856 |          | 14       | 14         |
| 15                    | 2        | Stoffel Vandoorne | McLaren-Renault      | 1:12,998   | 1:12,865 |          | 15       | 14         |
| 16                    | 10       | Pierre Gasly      | Toro Rosso-Honda     | 1:13,047   |          |          | 19[1]    | 8          |
| 17                    | 18       | Lance Stroll      | Williams-Mercedes    | 1:13,590   |          |          | 16       | 8          |
| 18                    | 35       | Szergej Szirotkin | Williams-Mercedes    | 1:13,643   |          |          | 17       | 10         |
| 19                    | 9        | Marcus Ericsson   | Sauber-Ferrari       | 1:14,593   |          |          | 18       | 6          |
| 107%-os idő: 1:16,729 |          |                   |                      |            |          |          |          |            |
| NK                    | 8        | Romain Grosjean   | Haas-Ferrari         | idő nélkül |          |          | 20[2]    | 0          |

Megjegyzés:
- ↑ 1:  — Pierre Gasly autójában az időmérő edzés után erőforrást cseréltek, ezért 10 rajthelyes büntetést kapott.[4]
- ↑ 2:  — Romain Grosjean motorhiba miatt nem tudott mért kört megtenni az időmérő edzésen, de megkapta a rajtengedélyt a futamra.[5]

## Futam
A kanadai nagydíj futama június 10-én, vasárnap rajtolt.
A futam végén érdekes incidens történt: a futam leintésére meghívott kanadai szupermodell, Winnie Harlow egy sportbíró téves jelzése miatt egy körrel hamarabb, a 70. kör megkezdése előtt kezdte el lengetni a kockás zászlót, így bár a mezőny végül teljesítette a 70 körös teljes versenytávot, a sportszabályzat 43.2-es cikkelye alapján a 68. kör végi állást vették figyelembe, mint hivatalos végeredményt. Ez annyi változást jelentett (az időkülönbségeken és a megfutott körök számán túl), hogy habár Daniel Ricciardo a 69. és a 70. körben is megfutotta a verseny leggyorsabb körét, egyik sem számított bele a hivatalos eredménybe, így a leggyorsabb kör csapattársáé, Max Verstappené lett, aki a 65. körben futotta meg azt. Ezen felül Sergio Pérez utolsó körös előzése is érvénytelen lett Kevin Magnussennel szemben, így a dán maradt a 13., a mexikói pedig a 14. helyen.
| helyezés | rajtszám | versenyző         | csapat/motor         | futott kör | idő/kiesés oka | rajthely | abroncs | pont |
| -------- | -------- | ----------------- | -------------------- | ---------- | -------------- | -------- | ------- | ---- |
| 1        | 5        | Sebastian Vettel  | Ferrari              | 68         | 1:28:31,377    | 1        |         | 25   |
| 2        | 77       | Valtteri Bottas   | Mercedes             | 68         | +7,376         | 2        |         | 18   |
| 3        | 33       | Max Verstappen    | Red Bull-TAG Heuer   | 68         | +8,360         | 3        |         | 15   |
| 4        | 3        | Daniel Ricciardo  | Red Bull-TAG Heuer   | 68         | +20,892        | 6        |         | 12   |
| 5        | 44       | Lewis Hamilton    | Mercedes             | 68         | +21,559        | 4        |         | 10   |
| 6        | 7        | Kimi Räikkönen    | Ferrari              | 68         | +27,184        | 5        |         | 8    |
| 7        | 27       | Nico Hülkenberg   | Renault              | 67         | +1 kör         | 7        |         | 6    |
| 8        | 55       | Carlos Sainz Jr.  | Renault              | 67         | +1 kör         | 9        |         | 4    |
| 9        | 31       | Esteban Ocon      | Force India-Mercedes | 67         | +1 kör         | 8        |         | 2    |
| 10       | 16       | Charles Leclerc   | Sauber-Ferrari       | 67         | +1 kör         | 13       |         | 1    |
| 11       | 10       | Pierre Gasly      | Toro Rosso-Honda     | 67         | +1 kör         | 19       |         |      |
| 12       | 8        | Romain Grosjean   | Haas-Ferrari         | 67         | +1 kör         | 20       |         |      |
| 13       | 20       | Kevin Magnussen   | Haas-Ferrari         | 67         | +1 kör         | 11       |         |      |
| 14       | 11       | Sergio Pérez      | Force India-Mercedes | 67         | +1 kör         | 10       |         |      |
| 15       | 9        | Marcus Ericsson   | Sauber-Ferrari       | 66         | +2 kör         | 18       |         |      |
| 16       | 2        | Stoffel Vandoorne | McLaren-Renault      | 66         | +2 kör         | 15       |         |      |
| 17       | 35       | Szergej Szirotkin | Williams-Mercedes    | 66         | +2 kör         | 17       |         |      |
| ki       | 14       | Fernando Alonso   | McLaren-Renault      | 40         | kipufogó       | 14       |         |      |
| ki       | 28       | Brendon Hartley   | Toro Rosso-Honda     | 0          | baleset        | 12       |         |      |
| ki       | 18       | Lance Stroll      | Williams-Mercedes    | 0          | baleset        | 16       |         |      |

## A világbajnokság állása a verseny után
| H   | Versenyzők       | Pont | H   | Konstruktőrök        | Pont |
| --- | ---------------- | ---- | --- | -------------------- | ---- |
| 1.  | Sebastian Vettel | 121  | 1.  | Mercedes             | 206  |
| 2.  | Lewis Hamilton   | 120  | 2.  | Ferrari              | 189  |
| 3.  | Valtteri Bottas  | 86   | 3.  | Red Bull-TAG Heuer   | 134  |
| 4.  | Daniel Ricciardo | 84   | 4.  | Renault              | 56   |
| 5.  | Kimi Räikkönen   | 68   | 5.  | McLaren-Renault      | 40   |
| 6.  | Max Verstappen   | 50   | 6.  | Force India-Mercedes | 28   |
| 7.  | Fernando Alonso  | 32   | 7.  | Toro Rosso-Honda     | 19   |
| 8.  | Nico Hülkenberg  | 32   | 8.  | Haas-Ferrari         | 19   |
| 9.  | Carlos Sainz Jr. | 24   | 9.  | Sauber-Ferrari       | 12   |
| 10. | Kevin Magnussen  | 19   | 10. | Williams-Mercedes    | 4    |

(A teljes táblázat)

## Statisztikák
- Vezető helyen:
  - Sebastian Vettel: 68 kör (1-68)
- Sebastian Vettel 54. pole-pozíciója és 50. futamgyőzelme.
- Max Verstappen 4. versenyben futott leggyorsabb köre.
- A Ferrari 233. futamgyőzelme.
- Sebastian Vettel 103., Valtteri Bottas 26., Max Verstappen 13. dobogós helyezése.
- Fernando Alonso 300. nagydíjhétvégéje.[9]